# Roberts Zīle
Roberts Zīle (Riga, 20 de juny de 1958) és un economista i polític letó. És eurodiputat per l'Aliança Nacional, un partit conservador nacionalista. En la setena legislatura del Parlament Europeu, és membre del grup Conservadors i Reformistes Europeus. Anteriorment, havia sigut vicepresident de la desapareguda Unió per l'Europa de les Nacions.